# Brokopondo
Brokopondo – stolica dystryktu Brokopondo oraz okrąg (ressorten), w Surinamie. Według danych na rok 2012 miasto zamieszkiwały 4482 osoby, a gęstość zaludnienia wyniosła 14,27 os./km².

## Demografia
Ludność historyczna:
| Rok                           | 2004  | 2012  |
| ----------------------------- | ----- | ----- |
| Ludność                       | 2854  | 4482  |
| Gęstość zaludnienia os./km²   | 9,08  | 14,27 |
| Roczna zmiana liczby ludności | +5,8% | +5,8% |

## Klimat
Klimat jest tropikalny. Średnia temperatura wynosi 22°C. Najcieplejszym miesiącem jest wrzesień (24°C), a najzimniejszym miesiącem jest czerwiec (20°C). Średnie opady wynoszą 2886 milimetrów rocznie. Najbardziej wilgotnym miesiącem jest maj (429 milimetrów deszczu), a najbardziej suchym miesiącem jest wrzesień (86 milimetrów).